# Büllingen
Büllingen (tyska) eller Bullange (franska) är en kommun i Belgien.   Den ligger i provinsen Liège och regionen Vallonien, i den tyskspråkiga gemenskapen i Belgien i den östra delen av landet, 140 km öster om huvudstaden Bryssel. Antalet invånare är 5 747.
I omgivningarna runt Bullange växer i huvudsak blandskog. Runt Bullange är det ganska glesbefolkat, med 48 invånare per kvadratkilometer.